# Спирит (команда Формулы-1)
Спирит (в оригинале англ. Spirit Racing) — бывшая команда-конструктор Формулы-1 из Великобритании, основанная в 1981 году. Команда участвовала в чемпионате Европейской формулы-2 1982 года, а затем в Формуле-1 в 1983—1985 годах. В 23 проведённых гонках Формулы-1 лучшим результатом команды было седьмое место в Гран-при Нидерландов 1983 года.

## Формула-2
Spirit Racing была основана в августе 1981 года экс-сотрудниками гоночной команды Марч Джоном Уикэмом и Гордоном Коппаком при поддержке Bridgestone и Honda, которые были заинтересованы, чтобы вернуться в Формулу-1 в качестве поставщиков двигателей. Изначально они хотели участвовать в чемпионате Европейской Формулы-2 1982 года, поэтому в команду был привлечен экс-дизайнер Макларен Джон Болдуин, чтобы вместе с Коппаком спроектировать шасси для болида Spirit 201, на который решили установить 2-литровый двигатель V6 компании Honda. Благодаря спонсорской поддержке Мальборо и способным водителям — Стефану Юханссону и Тьерри Бутсену — команда быстро достигла успеха, заняв поул-позицию в 8 из 13 этапов чемпионата, а также одержав три победы в гонках (Бутсен).

## Формула-1
Ещё до завершения чемпионата Формулы-2 1982 года, Honda выпустила прототип турбированных двигателей для Формулы-1. После получения опытного образца двигателя, команда Spirit изменила шасси своего болида Spirit 201 в соответствии с регламентом Формулы-1 и начала тестовые программы с новым двигателем в ноябре 1982 года на трассе Сильверстоун, планируя выступить в Формуле-1 в течение сезона 1983 года. Концерн Honda старался держаться в тени, как и ранее, когда они впервые принимали участие в Формуле-1, поэтому команда избегала тестовых заездов вместе с другими командами Формулы-1, а то и вовсе устраивала заезды в Уиллоу-Спрингс и Риверсайд в Калифорнии. По этой же причине команда отказалась от талантливого Бутсена, решив выступить в чемпионате одной машиной и оставив в качестве пилота Юханссона, провалившего в 1980 году свой дебют в Формуле-1 за команду Shadow Racing Cars из-за вышедшего из строя топливного насоса.
После дополнительного тестирования в Жакарепагуа, команда совершила свой конкурентный дебют в Формуле-1 в апреле 1983 года в не входившей в зачёт чемпионата мира Гонке чемпионов 1983 года на трассе Брэндс-хэтч. Среди 13 болидов Юханссон установил второе лучшее время в свободных заездах, но из-за проблем с двигателем в квалификации стартовал лишь 12-м. В гонке же он сошёл с дистанции из-за пробитого радиатора после столкновения с Роберто Герреро из команды Theodore Racing. После этого в Spirit продолжили тестовые программы заездами в Сильверстоун, Брэндс-Хэтч и Донингтон Парк для того, чтобы официально дебютировать в июле 1983 года на Гран-при Великобритании в Сильверстоуне.
Команда участвовала в гонках Формулы-1 до предпоследней гонки сезона Гран-при Европы в Брэндс-Хэтче. Юханссон, как правило, квалифицировался лучше большинства болидов с атмосферными двигателями и даже занял седьмое место в Зандвоорте, но механические проблемы продолжали мешать гонкам. В то время пока команда разрабатывала свой первый болид Формулы-1 Spirit 101, в Honda всё больше беспокоились из-за отсутствия прогресса и пытались договориться о сотрудничестве с Уильямс. После провального уик-энд для команды Spirit в Монце, где был представлен болид Spirit 101, а Юханссон на прежнем болиде снова сошёл с гонки из-за технических проблем, японская компания решила поставлять свои двигатели команде Уильямс, из-за чего Spirit пропустил финальную гонку сезона в Кьялами.
Тем не менее, Spirit решили продолжить свои выступления в 1984 году с турбированными двигателями компании Hart. Для выступлений были приглашены два пилота — дважды чемпион мира Эмерсон Фиттипальди и богатый итальянец Фульвио Баллабио. Однако Фиттипальди после тестовых заездов признал машину неконкурентоспособной и решил уйти в Indycar, а Баллабио отказали в суперлицензии. В итоге единственным водителем команды стал Мауро Бальди, а чуть позже в команде появился и Хуб Роттенгаттер. Финансирование команды было настолько слабым, что не всегда удавалось взять с собой запасной двигатель, из-за чего, например, Гран-при Детройта пришлось заканчивать на устаревшем двигателе Cosworth DFV. Лучшими результатами команды стало восьмое место, которое трижды занимал Балди и один раз Роттенгаттер.
Шасси Spirit 101 были модернизированы в течение 1984 года и доведены до ума к началу сезона 1985 года. Команде удалось договориться с пилотом Алленом Бергом о присоединении к команде в течение сезона. В первых трех гонках сезона 1985 года Балди так и не смог завершить ни одну гонку из-за технических неполадок. Финансирование стало только хуже и Джон Уикэм принял предложение от Теда Тоулмена продать команде Toleman контракт на поставку шин Pirelli и уйти из Формулы-1. Тем не менее, Уикэм обещал вернуться с новым болидом уже в 1986 году, но этого так и не произошло.

## Формула-3000
Spirit вернулись в гонки участием в Formula 3000 в 1988 года, пилотами команды были Бертран Гашо, Стив Кемптон и Паоло Барилла, имевшие некоторый успех. Но Уикэм покинул команду в середине сезона, продав её экс-пилоту Стиву Кемптону, а уже к концу года команда развалилась окончательно.

## Статистика выступлений

### Формула-2
| Легенда к таблице |                                                                    |
| --- | ------------------------------------------------------------------ |
| Расшифровка обозначений и цветов представлена в нижеследующей таблице. |                                                                    |
| \| Пример \| Описание \| \| ------------ \| ------------------------------------------------------------------ \| \| 1 \| Победитель \| \| 2 \| Второе место \| \| 3 \| Третье место \| \| 5 \| Финишировал, заработав очки \| \| Сход \| Не финишировал, но при этом заработал очки \| \| 12 \| Финишировал, не получив очков \| \| НКЛ \| Финишировал, но не попал в финальную классификацию \| \| 15 \| Участвовал вне зачёта, либо по отдельной классификации \| \| 18 \| Не финишировал, но попал в финальную классификацию \| \| Сход \| Не финишировал \| \| НКВ \| Не прошёл квалификацию \| \| НПКВ \| Не прошёл предквалификацию \| \| ДСК \| Дисквалифицирован \| \| ИСК \| Исключён из протокола соревнований \| \| ТТ \| Заявлен для участия только в тренировках \| \| НС \| Участвовал в квалификации, но не стартовал в гонке \| \| Т \| Травмирован или болен \| \| ОТК \| Отказ от участия \| \| НТР \| Прибыл на соревнования, но на трассу не выезжал \| \| НПР \| Был заявлен в числе участников, но не прибыл к началу соревнований \| \| О \| Соревнования отменены \| \| \| Не участвовал \| \| Поул-позиция \| \| \| Быстрый круг \| \| |                                                                    |
| Пример | Описание                                                           |
| 1 | Победитель                                                         |
| 2 | Второе место                                                       |
| 3 | Третье место                                                       |
| 5 | Финишировал, заработав очки                                        |
| Сход | Не финишировал, но при этом заработал очки                         |
| 12 | Финишировал, не получив очков                                      |
| НКЛ | Финишировал, но не попал в финальную классификацию                 |
| 15 | Участвовал вне зачёта, либо по отдельной классификации             |
| 18 | Не финишировал, но попал в финальную классификацию                 |
| Сход | Не финишировал                                                     |
| НКВ | Не прошёл квалификацию                                             |
| НПКВ | Не прошёл предквалификацию                                         |
| ДСК | Дисквалифицирован                                                  |
| ИСК | Исключён из протокола соревнований                                 |
| ТТ | Заявлен для участия только в тренировках                           |
| НС | Участвовал в квалификации, но не стартовал в гонке                 |
| Т | Травмирован или болен                                              |
| ОТК | Отказ от участия                                                   |
| НТР | Прибыл на соревнования, но на трассу не выезжал                    |
| НПР | Был заявлен в числе участников, но не прибыл к началу соревнований |
| О | Соревнования отменены                                              |
| | Не участвовал                                                      |
| Поул-позиция |                                                                    |
| Быстрый круг |                                                                    |

| Сезон | Шасси      | Двигатель | Ш | Пилоты          | 1    | 2    | 3   | 4   | 5   | 6   | 7   | 8    | 9    | 10  | 11   | 12  | 13  |
| ----- | ---------- | --------- | - | --------------- | ---- | ---- | --- | --- | --- | --- | --- | ---- | ---- | --- | ---- | --- | --- |
| 1982  | Spirit 201 | Honda V6  | B |                 | SIL  | HOC  | THR | NUR | MUG | VAL | PAU | SPA  | HOC  | DON | MAN  | PER | MIS |
| 1982  | Spirit 201 | Honda V6  | B | Тьерри Бутсен   | 12   | 2    | 3   | 1   | 4   | 6   | 2   | 1    | Сход | 9   | 4    | 1   | 6   |
| 1982  | Spirit 201 | Honda V6  | B | Стефан Юханссон | Сход | Сход | 14  | 6   | 3   | 4   | 7   | Сход | 4    | 11  | Сход | 11  | 7   |

### Формула-1
| Легенда к таблице |                                                                    |
| --- | ------------------------------------------------------------------ |
| В таблице перечислены результаты всех Гран-при Формулы-1, в которых принимала участие команда. Строками таблицы являются сезоны, столбцами — этапы чемпионата мира. В каждой клетке указаны сокращённое название этапа и результаты гонщиков команды, дополнительно обозначенные цветом. Расшифровка обозначений и цветов представлена в нижеследующей таблице. |                                                                    |
| \| Пример \| Описание \| \| ------------ \| ------------------------------------------------------------------ \| \| 1 \| Победитель \| \| 2 \| Второе место \| \| 3 \| Третье место \| \| 5 \| Финишировал, заработав очки \| \| Сход \| Не финишировал, но при этом заработал очки \| \| 12 \| Финишировал, не получив очков \| \| НКЛ \| Финишировал, но не попал в финальную классификацию \| \| 15 \| Участвовал вне зачёта, либо по отдельной классификации \| \| 18 \| Не финишировал, но попал в финальную классификацию \| \| Сход \| Не финишировал \| \| НКВ \| Не прошёл квалификацию \| \| НПКВ \| Не прошёл предквалификацию \| \| ДСК \| Дисквалифицирован \| \| ИСК \| Исключён из протокола соревнований \| \| ТТ \| Заявлен для участия только в тренировках \| \| НС \| Участвовал в квалификации, но не стартовал в гонке \| \| Т \| Травмирован или болен \| \| ОТК \| Отказ от участия \| \| НТР \| Прибыл на соревнования, но на трассу не выезжал \| \| НПР \| Был заявлен в числе участников, но не прибыл к началу соревнований \| \| О \| Соревнования отменены \| \| \| Не участвовал \| \| Поул-позиция \| \| \| Быстрый круг \| \| |                                                                    |
| Пример | Описание                                                           |
| 1 | Победитель                                                         |
| 2 | Второе место                                                       |
| 3 | Третье место                                                       |
| 5 | Финишировал, заработав очки                                        |
| Сход | Не финишировал, но при этом заработал очки                         |
| 12 | Финишировал, не получив очков                                      |
| НКЛ | Финишировал, но не попал в финальную классификацию                 |
| 15 | Участвовал вне зачёта, либо по отдельной классификации             |
| 18 | Не финишировал, но попал в финальную классификацию                 |
| Сход | Не финишировал                                                     |
| НКВ | Не прошёл квалификацию                                             |
| НПКВ | Не прошёл предквалификацию                                         |
| ДСК | Дисквалифицирован                                                  |
| ИСК | Исключён из протокола соревнований                                 |
| ТТ | Заявлен для участия только в тренировках                           |
| НС | Участвовал в квалификации, но не стартовал в гонке                 |
| Т | Травмирован или болен                                              |
| ОТК | Отказ от участия                                                   |
| НТР | Прибыл на соревнования, но на трассу не выезжал                    |
| НПР | Был заявлен в числе участников, но не прибыл к началу соревнований |
| О | Соревнования отменены                                              |
| | Не участвовал                                                      |
| Поул-позиция |                                                                    |
| Быстрый круг |                                                                    |

| Сезон | Шасси           | Двигатель            | Ш | Пилоты           | 1    | 2    | 3    | 4   | 5    | 6   | 7   | 8   | 9    | 10   | 11  | 12  | 13   | 14  | 15  | 16  | Очки | Место |
| ----- | --------------- | -------------------- | - | ---------------- | ---- | ---- | ---- | --- | ---- | --- | --- | --- | ---- | ---- | --- | --- | ---- | --- | --- | --- | ---- | ----- |
| 1983  | Spirit 201 201C | Honda RA163E V6t     | G |                  | БРА  | СШЗ  | ФРА  | САН | МОН  | БЕЛ | ДЕТ | КАН | ВЕЛ  | ГЕР  | АВТ | НИД | ИТА  | ЕВР | ЮАР |     | 0    | —     |
| 1983  | Spirit 201 201C | Honda RA163E V6t     | G | Стефан Юханссон  |      |      |      |     |      |     |     |     | Сход | Сход | 12  | 7   | Сход | 14  |     |     | 0    | —     |
| 1984  | Spirit 101      | Hart 415T L4t        | P |                  | БРА  | ЮАР  | БЕЛ  | САН | ФРА  | МОН | КАН | ДЕТ | ДАЛ  | ВЕЛ  | ГЕР | АВТ | НИД  | ИТА | ЕВР | ПОР | 0    | —     |
| 1984  | Spirit 101      | Hart 415T L4t        | P | Мауро Бальди     | Сход | 8    | Сход | 8   | Сход | НКВ |     |     |      |      |     |     |      |     | 8   | 15  | 0    | —     |
| 1984  | Spirit 101      | Hart 415T L4t        | P | Хуб Роттенгаттер |      |      |      |     |      |     | НКЛ |     | Сход | НКЛ  | 9   | НКЛ | Сход | 8   |     |     | 0    | —     |
| 1984  | Spirit 101C     | Ford Cosworth DFV V8 | P | Хуб Роттенгаттер |      |      |      |     |      |     |     | НКВ |      |      |     |     |      |     |     |     | 0    | —     |
| 1985  | Spirit 101D     | Hart 415T L4t        | P |                  | BRA  | POR  | SMR  | MON | CAN  | DET | FRA | GBR | GER  | AUT  | NED | ITA | BEL  | EUR | RSA | AUS | 0    | —     |
| 1985  | Spirit 101D     | Hart 415T L4t        | P | Мауро Бальди     | Сход | Сход | Сход |     |      |     |     |     |      |      |     |     |      |     |     |     | 0    | —     |